# Fridolinsvita
Die Fridolinsvita ist eine Lebensbeschreibung über den irischen Glaubensboten Fridolin von Säckingen, die im 10. Jahrhundert von einem Mönch namens Balther im Kloster Säckingen niedergeschrieben wurde.

Wappen des Kantons Glarus mit dem hl. Fridolin

## Grundlage
Als Grundlage für die Arbeit Balthers soll dem Autor eine Handschrift mit der Lebensbeschreibung des heiligen Fridolins gedient haben, welche er auf seiner Wanderschaft durch Frankreich im ebenfalls von Fridolin gegründeten Kloster Helera (heute Ediger-Eller an der Mosel) entdeckt hatte. Eine derartige Lebensbeschreibung soll auch in Säckingen existiert haben, jedoch zur Zeit der Ungarneinfälle verloren gegangen sein. Da Balther, der Überlieferung nach, keine Möglichkeit zur Abschrift hatte, soll Balther diese auswendig gelernt und später in Säckingen neu verfasst haben.

## Überlieferungen
Hinweise auf Fridolin gibt es neben der Vita von Balther noch im Sermo des Petrus Damiani.

### Balther von Säckingen
„Die Legende vom Heiligen Fridolin wurde aufgezeichnet von einem Hörigen des Klosters Säckingen, Balther, der sie seinem einstigen Lehrer Notker (wohl Physikus † 975) in St. Gallen widmete. An der Geschichtlichkeit dieses Balther läßt sich heute wohl nicht mehr zweifeln; als Zeit der Abfassung käme etwa die 2. Hälfte des 10. Jahrhunderts in Betracht.“
Der geschichtliche Wert der von Balther hinterlassenen Fridolinsvita wurde von der Badischen Historischen Kommission in Frage gestellt:

„Balther beruft sich zwar auf Quellen und zwar auf für den ersteren größeren Teil der Legende auf eine Vita, die er auf seinen Wanderungen im Kloster Helera gefunden habe, für den zweiten mit Wundern gefüllten Teil auf die Lokaltradition von Säckingen. Jene Vita habe über einen hl. Fridold gehandelt, dessen Identität mit Fridolin aber dadurch sichergestellt sei, daß ihm die Gründung von Helera und Säckingen zugeschrieben werde. Auch Säckingen habe früher eine solche Vita des hl. Fridolin und des hl. Hilarius besessen, beide seine aber bei einem Hunneneinfall zugrunde gegangen.“

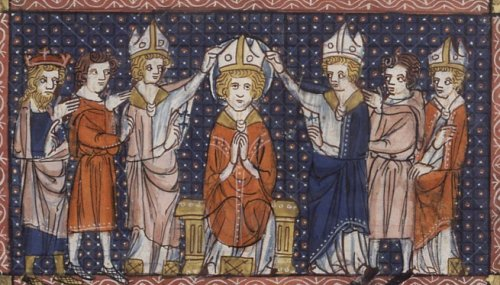
Die Weihe des Hilarius von Poitiers, Handschrift des 14. Jahrhunderts

Balther erklärt, dass er „die Handschrift [in Helera] aber nicht geliehen“ bekam, „auch kann er in Helera weder Pergament noch Tinte finden. So lernt er den Text auswendig und schreibt ihn zu Hause, wenn nicht wörtlich, so doch sinngetreu, nur in bäuerlicher Ausdrucksweise nieder.“
Die Kritik der Historischen Kommission am Wahrheitsgehalt bezieht sich insbesondere auf die Bezugnahme auf den ersten Frankenkönig Chlodwig I., denn dabei müsse „Fridolins Wirksamkeit in Poitiers […], schon um noch zeitlichen Raum für die späteren Geschehnisse zu bekommen, vor das Jahr 507 gesetzt werden, also in eine Zeit, da Poitiers noch westgotisch und arianisch, eine weitergehende Einflußnahme Chlodwigs auf die dortigen Verhältnisse also ausgeschlossen war. […] Noch unverständlicher ist aber Chlodwigs Verfügung über die noch unbekannte Rheininsel Alamanniens. Hier hätte der Frankenkönig ohne Einschränkung über ein Gebiet disponiert, das burgundischer, wenn nicht ostgotischer Besitz war, einen Akt also vorgenommen, der unfehlbar zu ernsten Konflikten mit seinen Nachbarn, wenn nicht gar mit seinem mächtigen Schwager Theoderich hätte führen müssen.“ (Sauer, 33).
Man erkenne „das Bestreben, für das alte Alamannenkloster einen möglichst frühen und mächtigen Ahnherren nachzuweisen. Das Kloster Säckingen wird 878 zum erstenmal erwähnt in einer Urkunde Karls III. und zwar als königliches Kloster. Es lag nahe, diesen Charakter auf eine königliche Stiftung zurückzuführen und sie möglichst weit zurückzudatieren. […] Daß seine Gründung jedenfalls über die Karolingerzeit hinabreicht, wohl noch ins 7. Jahrhundert, ergibt sich, wie Schulte in seiner kritischen Untersuchung hervorgehoben hat, aus seinem geschlossenen, nirgends von den Besitzungen des aus der ersten Hälfte des 7. Jahrhunderts stammenden St. Galler Kloster durchsetzten Besitzstand. Nur auf die Zeit Chlodwigs I. dürfen wir nicht zurückgehen.“
Damit ist aber auch die Gründerrolle Fridolins in Frage gestellt, zumal „seine Verehrung verhältnismäßig spät einsetzt; vor dem 9. Jahrhundert haben wir keinerlei Bezeugung. Er gehört also schon nicht mehr zu jener Gruppe merowingischer Heiligen (Martin, Hilarius, Remigius, Germanus u. a.), deren Kult den ältesten Vorstoß des Christentums ins heidnische Deutschland markiert. Aber auch Säckingen hat ihm in der Frühzeit nicht den absoluten Kult angedeihen lassen, dessen sich sonst die Gründer der Urklöster erfreuen, wie St. Gallus, Trudpert u. a. Die Hauptverehrung in Säckingen gilt dem hl. Hilarius und dem hl. Kreuz; erst im hohen Mittelalter, etwa vom 13. Jahrhundert ab, erscheint Fridolin dem Heiligen von Poitiers gleichgeordnet, wie im Siegel der Stadt Säckingen. Jetzt war Fridolin volkstümlich geworden und zahlreiche Kirchen in Südbaden, im Breisgau und vor allem im Kanton Glarus erhalten ihn als Patronus, in erster Linie allerdings an Orten, in den Säckingen begütert war.“

### Petrus Damiani
Die Fridolinsüberlieferung in Helera mit der „Tradition von Poitiers […] die spätestens im 6. Jahrhundert entstanden ist […, zeigt] ein weiterer Benützer derselben im 11. Jahrhundert, Petrus Damiani, der um 1060 in Poitiers eine Predigt über die Translation der Reliquien des hl. Hilarius hielt. Er erzählt darin in summarischer Form die Wirksamkeit des hl. Fredelinus, des Abtes des Hilariuskloster in Poitiers, die ihm dort gewordenen Visionen und seine schließliche Berufung nach der Insel Gallinaria.“ (Sauer, 34).
Die Kommission betont, dass man „kaum auf zwei verschiedene Persönlichkeiten schließen dürfe“, zumal „als Damiani ausdrücklich versichert, nicht einer schriftlichen in Poitiers fehlenden Quelle, sondern der dortigen mündlichen Tradition gefolgt zu sein.“
Die Kommission kam zum Schluss:

„Schälen wir den historischen Kern aus der legendarischen Überwucherung heraus, so haben wir in Fridolin jedenfalls eine geschichtlich gesicherte Persönlichkeit, einen der irischen Missionäre vor uns, der sich die Forderung und Ausbreitung des Hilariuskultes zur besonderen Aufgabe gemacht haben muß, und sicherlich noch in merowingischer Zeit. […] Ob Fridolin ihn [den Hilariuskult nach Säckingen] gebracht hat, steht dahin; die Tradition, die ihm die von Poitiers zuschreibt, kann es als möglich erscheinen lassen. Aber ebenso leicht möglich ist es, daß man dem als Hauptförderer des Hilariuskultes bekannten Abt in Poitiers die Gründung in Säckingen zuschrieb, etwa nachdem man Reliquien von ihm erhalten hatte.“

„Denn außer Reliquien des hl. Hilarius hatte es [das Kloster Säckingen] auch eine Partikel vom hl. Kreuz, offenbar von der großen Reliquie, die 569 nach Poitiers gekommen war.“
Die moderne Kenntnis der Chronologie der Merowingerkönige lässt den Schluss zu, dass es frühstens unter Chlothar II. (584–629) zu einer Begünstigung Säckingens oder dessen Stiftung als königliches Kloster gekommen sein kann.

## Inhalt
Die Fridolinsvita von Balther beabsichtigt nicht die historische Fixierung des Fridolinslebens, sondern stellt nach Oeschger vielmehr „eine Schilderung eines heiligmäßigen Vorbilds im Sinne der Erbauung und des Exempels“ dar.

## Verbleib
Das Original der Fridolinsvita ist nicht mehr vorhanden. Dennoch wurden bereits im frühen Mittelalter Abschriften davon angefertigt, von denen sich sieben Exemplare bis heute erhalten haben.

## Abschriften
Die älteste dieser Abschriften ist unter dem Karlsruher Codex HS 429 bekannt. Auch im Zürcher Stadtarchiv befindet sich heute eine Abschrift, die in Auszügen von der Fridolinsvita herleitet und wohl in der Zeit zwischen dem 11. oder 12. Jahrhundert angefertigt wurde. Eine deutsche Abschrift, angefertigt von Johannes Gerster 1431/32 (541 Seiten), einem Bürger in Säckingen, befindet sich in der Stiftsbibliothek St. Gallen des Klosters St. Gallen (Codex 598).
Noch vor den Drucken der Fridolinsvita in lateinischer Sprache gegen Ende des 15. Jahrhunderts, wurden 1480 auf Basis der deutschen Übersetzung des Johannes Gerster Drucke vom Ulmer Drucker Johann Zainer angefertigt, von denen sich drei Exemplare in Karlsruhe, St. Gallen und in der Stadtbibliothek Bern erhalten haben.

## Anmerkung
1. ↑  Nach heutiger Sicht ist die Bezeichnung „Hunnen“ nicht korrekt, denn deren Reich brach bereits 453 nach dem Tod von Attila auseinander. Die Alamannia war 451 Opfer des hunnischen Raubzuges 451 nach Gallien geworden, sodass sich die kollektive Erinnerung mit dem Namen verband. Dieser Feldzug fand jedoch schon 150 Jahre vor Beginn der iroschottischen Mission statt. Im Falle des von Balther erwähnten „Hunneneinfalls“ wird es sich um eine Zerstörung durch die Ungarn im 917 oder 926 gehandelt haben.